# Tabor, Nova Gorica
Tabor je naselje v Mestni občini Nova Gorica.